# 파이오니아 (영화)
《파이오니아》(Pioner)는 2013년 공개된 노르웨이의 스릴러 영화이다.
이 영화는 8월 30일에 개봉되었고, 2013년 토론토 국제 영화제에서 특별 프레젠테이션 섹션에서 상영되었다.

## 줄거리
1980년대, 노르웨이는 북해에서 석유 추출 프로그램을 시작하며, 심해 잠수사 페테르는 형 크누트와 함께 북해 최초의 석유 파이프라인 설치에 핵심적인 역할을 맡게 된다. 노르웨이와 미국은 협력하여 이전에는 시도된 적 없는 심해 잠수를 통해 가스 파이프라인 설치를 준비한다. 하지만 시험 잠수 도중 페테르는 비극적인 사고를 겪게 되고, 사고의 진실을 파헤치려 하자 당국과 동료들이 사건을 은폐하려 한다는 사실을 알게 된다. 진실을 밝히려는 페테르와 이를 숨기려는 세력 간의 긴장감 넘치는 이야기가 펼쳐진다.

## 출연

### 주연
- 엑셀 헨니
- 웨스 벤틀리
- 스티븐 랭
- 스테파니 시그만
- 조나단 라파글리아
- 아네 달 토르프
- 요겐 랜게르